# Notarctia docta
Notarctia docta là một loài bướm đêm thuộc phân họ Arctiinae, họ Erebidae.